# Laasqoray
Laasqoray (somalijski: Laasqoray, arabski لاسقُرَى) – miasto w północnej Somalii; w regionie Sanaag; 5 500 mieszkańców (2005). Jest stolicą okręgu Laasqoray. Terytorium sporne między Somalilandem a Puntlandem. Położone nad Zatoką Adeńską. W mieście znajduje się port lotniczy.